# Langue des signes namibienne
La langue des signes namibienne, est la langue des signes utilisée par les personnes sourdes et leurs proches en Namibie.